# Voie Sacrée (Rome)
Pour les articles homonymes, voir Voie Sacrée.

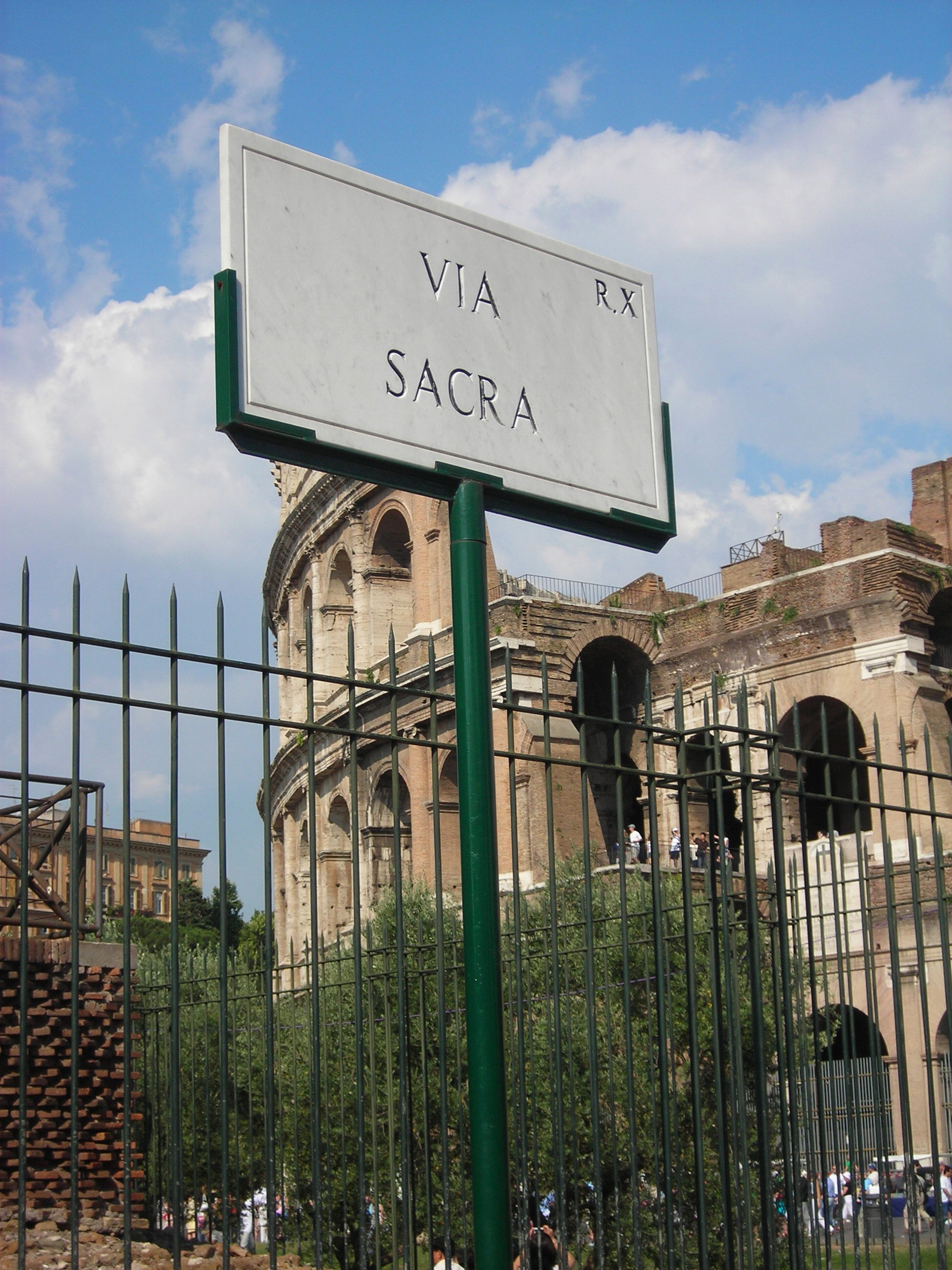
Panneau moderne placé près du coin sud-est du temple de Vénus et de Rome.

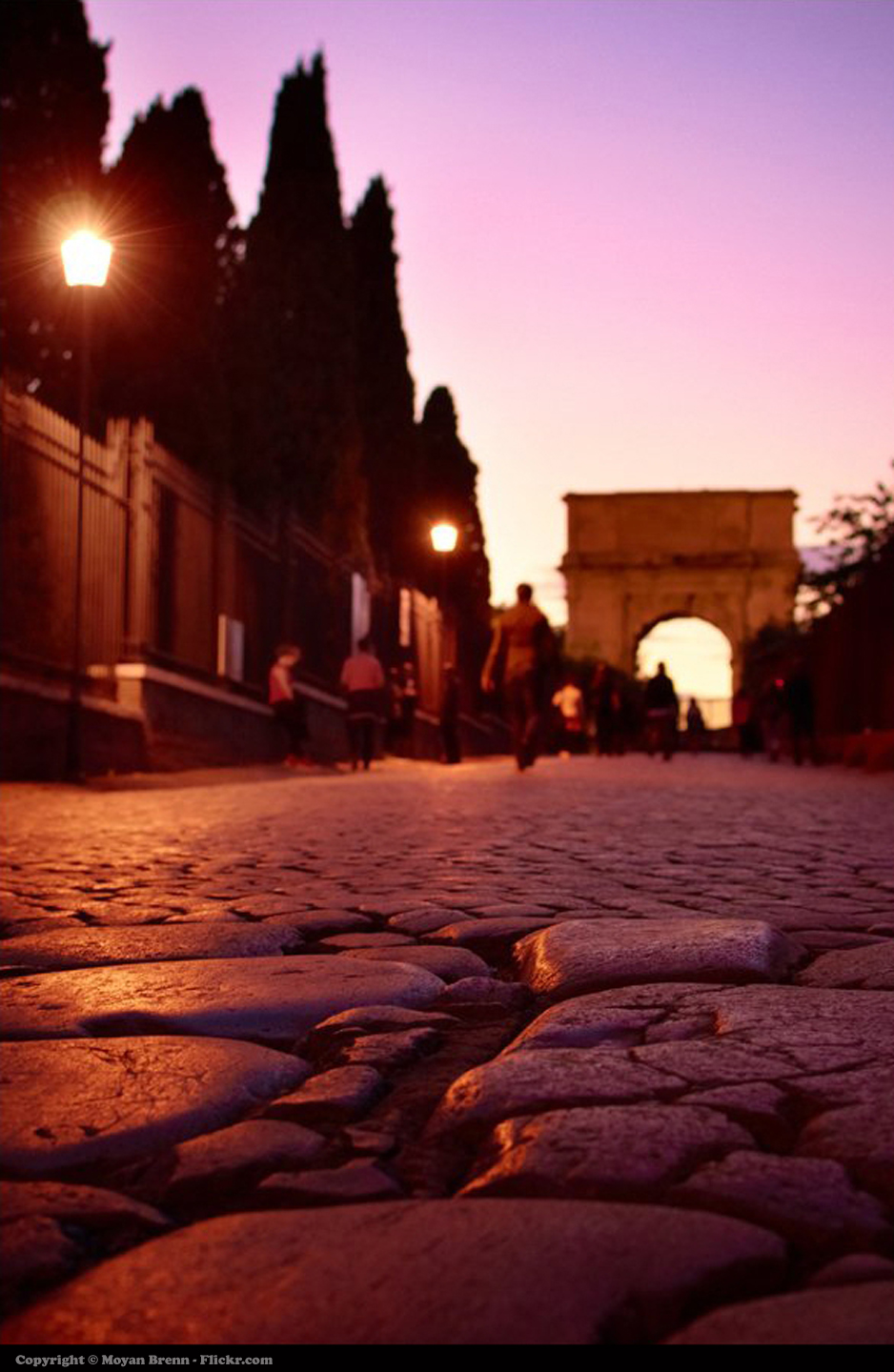
La montée vers l'arc de Titus depuis l'arc de Constantin.

La Voie Sacrée (en latin : Sacra Via, plus rarement Via Sacra) est la plus ancienne et la plus célèbre des rues de la Rome antique. Avec la Nova Via, ce sont les deux seules rues de la ville à être qualifiées de viae avant l'avènement de l'Empire et l'apparition de nouvelles viae comme la Via Tecta sur le Champ de Mars. La Voie Sacrée est un lieu politique.

## Localisation
La voie traverse plusieurs quartiers du centre historique de Rome, reliant les Carinae sur les pentes occidentales du mont Oppius, quartier à la mode à la fin de la République, au Forum Romain et l'Arx. Elle est placée dans la Regio IV par les catalogues régionnaires. 

## Fonction
Pierre Grimal voit dans son tracé un decumanus, un des axes traditionnels de toute fondation de cité romaine.
Aux ides de chaque mois, consacrés à Jupiter, des prêtres et sacrificateurs emportent les idulia sacra nécessaires à l'accomplissement du rite, dont un bélier (idulis ovis), de l'autel de Strenia jusque sur la colline de l'Arx en empruntant la Sacra Via, voie que les augures inaugurent depuis la colline,. Les entrailles du bélier castré sacrifié par le Flamen Dialis sont déposées devant le temple de Jupiter Capitolin, situé sur l'autre sommet du Capitole. Si la procession passe par l'Arx auparavant, c'est peut-être en souvenir d'un culte plus ancien rendu à Jupiter sur le plus haut des deux sommets du Capitole. La voie pourrait tirer son nom de ces idulia sacra transportés mensuellement tout au long de son parcours.
Le défilé des triomphateurs passait par la Voie sacrée pour se diriger vers le Capitole.

## Histoire
Son origine, très ancienne, pourrait remonter à la fondation de Rome. Il ne s'agit alors que d'un chemin longeant le cours d'eau qui descend la vallée séparant la Velia du Palatin, vers la dépression plus tard occupée par le Forum, une zone dans laquelle on retrouve trois murs construits entre le VIIIe et le VIe siècle av. J.-C. qui devaient servir à délimiter les zones habitées. Avec les travaux de drainage et d'assainissement entrepris par les Tarquins, il est devenu possible de transformer ce chemin en véritable via, une des plus anciennes routes de Rome avec la Nova Via dont le tracé est quasiment parallèle et qui remonte également à l'époque royale. Par extension, le terme Sacra Via désigne aussi le quartier qui se développe le long de la rue et dont les habitants sont appelés Sacravienses.

## Description

### Tracé court
Établir le tracé de la Voie Sacrée dans Rome demeure problématique pour les archéologues et les historiens étant donné que pour le décrire, les auteurs antiques utilisent comme points de repère des monuments dont on ne connaît pas la localisation avec précision, comme le temple de Jupiter Stator, la Porta Mugonia et l'autel de Strenia. De plus, la topographie entre le Forum et le Colisée a fortement changé au cours de l'histoire de Rome, surtout après le règne de Néron. Du fait de nombreuses incertitudes, plusieurs hypothèses ont été proposées. Toutes ont en commun un « tracé court » d'environ 70 mètres qui débute au sommet de la Velia, près d'un temple dédié au culte des Lares, de la résidence du Rex sacrorum, du temple de Jupiter Stator et du plus tardif arc de Titus. Cette section de la rue est appelée Summa Sacra Via. La voie conduit ensuite jusqu'à l'extrémité orientale du Forum Romain, section appelée Sacer Clivus, jusqu'à la Regia ou à l'arc de Fabius. Le fait d'emprunter cette rue dans ce sens se dit Sacra Via descendere ou deducere,. La Sacra Via pourrait porter ce nom car elle borde des lieux de cultes qui occupent une place importante dans la religion romaine comme les sanctuaires des Lares, de Jupiter et de Vesta, d'où un caractère éminemment sacré.

### Tracé étendu communément admis
Selon Varron et Festus, la Sacra Via est plus étendue. La voie aurait été dès son origine le chemin emprunté par les processions religieuses. Son point de départ coïnciderait avec l'autel de Strenia (sacellum Streniae), dont on ne connaît rien sinon qu'il se situerait dans la région des Carinae, quelque part au nord-est du site plus tard occupé par le temple de Vénus et de Rome. La voie monterait ensuite jusqu'au sommet de la Velia puis redescendrait jusqu'au Forum qu'elle traverserait d'est en ouest, jusqu'au Comitium, puis monterait vers le Capitole et mènerait sur l'Arx par le Gradus Monetae, plus tard remplacé par l'escalier des Gémonies. Toutefois, Varron précise que l'usage commun limite la voie au « tracé court » décrit précédemment, de la Velia à la Regia. De nos jours, le terme de Sacra Via hérité de Festus et Varron englobe tout le trajet, depuis les Carinae jusqu'à l'Arx, qui pourrait correspondre à la voie mise au jour en 1901 par Giacomo Boni.

« À ce mont [Caelius] touchent les Carènes [...] Ce lieu, d'abord appelé Carènes à cause de sa contiguïté, fut ensuite nommé Cerolia, parce que c'est là, près de l'oratoire de Strénia, que commence la voie Sacrée, qui aboutit à la citadelle [Arx], par où les sacrificateurs passent tous les mois pour se rendre à la citadelle, et par laquelle les augures, venant de la citadelle, ont coutume d'inaugurer. On ne connaît communément de la voie Sacrée que la partie où l'on commence à monter en venant du Forum. »

— Varron, Lingua Latina, V, 47

« Quelques-uns pensent que la voie Sacrée fut ainsi nommée parce que l'alliance entre Romulus et Tatius y fut conclue. Selon d'autres, ce nom lui est venu de ce que les prêtres y passent pour aller faire les sacrifices iduliens. Il ne faut donc point, comme le vulgaire le suppose, l'appeler Sacrée depuis le palais du roi jusqu'à la maison du roi des sacrifices, mais aussi depuis la maison du roi jusqu'à l'oratoire de Strenia, et encore depuis la maison du roi jusqu'à la citadelle. Verrius dit qu'il ne faut pas l'appeler Sacravia d'un seul mot, mais séparer les deux mots, comme on le fait pour les autres voies, Flaminia, Appia, Latine de même qu'il faut écrire Nova via (la voie Neuve, en deux mots), et non Novavia (en un seul mot). »

— Festus, De Significatione Verborum, 372.8-16 L

### Tracés étendus alternatifs

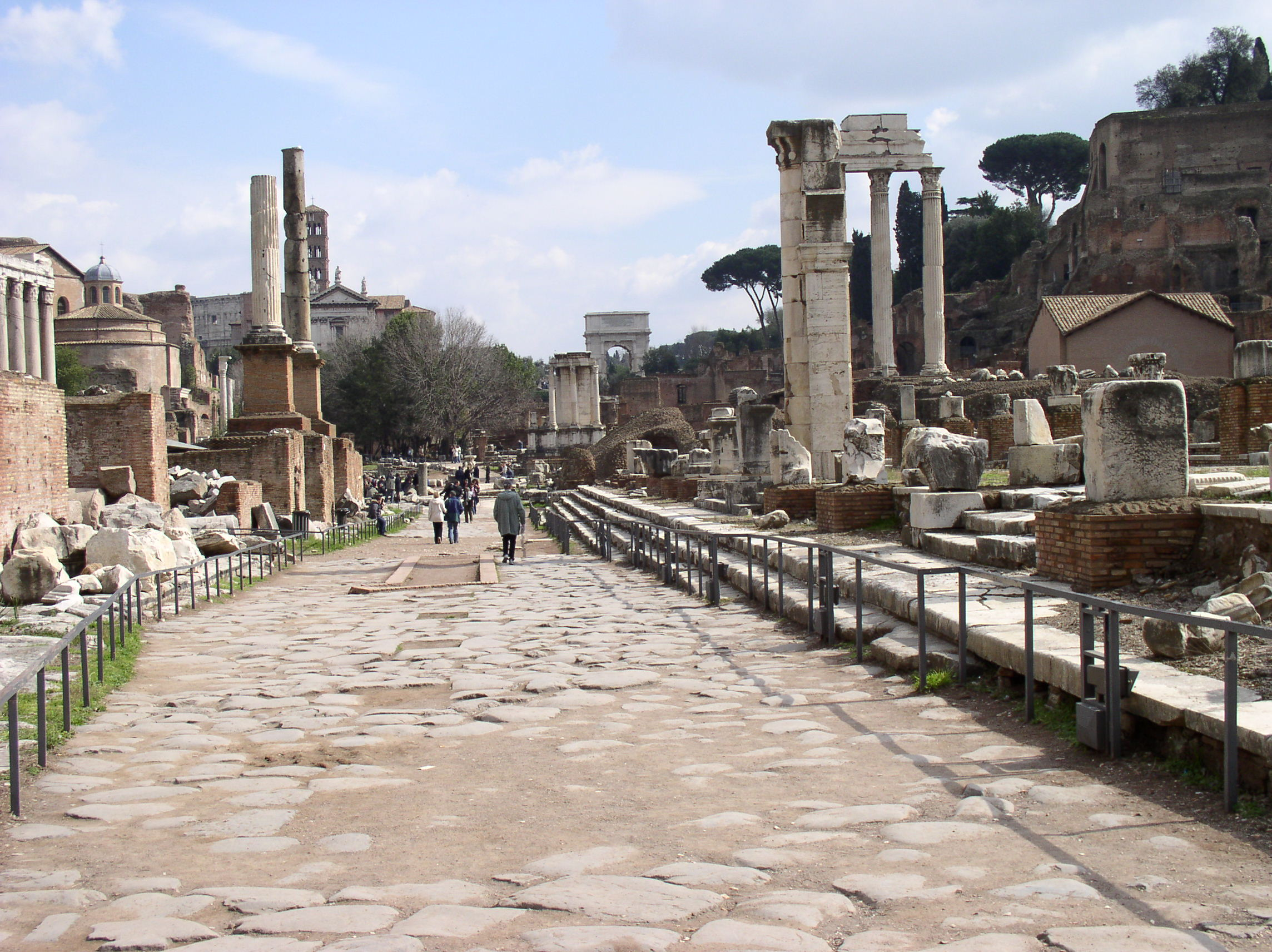
La Voie Sacrée traverse le Forum, à droite la Basilique Julia.

Depuis les années 80, l'archéologue italien Filippo Coarelli propose une refonte complète de la topographie de la zone comprise entre le Forum et le Colisée, dite « révolution coarellienne ». En s'appuyant sur les descriptions de Varron et Festus et en identifiant la domus regis sacrificuli évoquée par Festus à la domus publica qui agrandit la Maison des vestales vers l'est, il montre que les informations données par les deux auteurs concordent. Il émet de plus l'hypothèse que toutes les mentions de la Sacra Via dont on dispose dans les sources littéraires et épigraphiques se réfèrent au « tracé court ». Selon Coarelli, le tracé de la Sacra Via s'écarte du tracé communément admis à hauteur de la basilique de Maxence. La voie bifurquerait vers le nord avant de se diriger vers l'est et d'atteindre les Carinae situées sur la Via dei Fori Imperiali, derrière le portique du temple de Vénus et de Rome. Selon cette hypothèse, le temple de Romulus et le temple de Jupiter Stator ne font qu'un, une théorie qui ne fait pas l'unanimité étant donné que le temple est traditionnellement placé au sud de la Sacra Via tandis que le temple dit « de Romulus » longe son côté nord.
Le tracé proposé par l'archéologue Maria Antonietta Tomei reste commun au tracé de Giacomo Boni de la Regia jusqu'à l'arc de Titus. Elle situe le sacellum Streniae sur le Palatin, dans la zone occupée plus tard par le temple d'Élagabal et identifie le temple de Jupiter Stator avec les vestiges d'un podium situé le long du Clivus Palatinus. Ainsi, selon son hypothèse, la Sacra Via tourne vers le sud juste avant d'atteindre l'arc de Titus, suit le Clivus Palatinus sur une centaine de mètres puis tourne vers l'est une fois dépassés les vestiges du podium.